# 화학공학자
화학공학자(化學工學者, Chemical engineer, 케미컬 엔지니어)는 공학 분야에서 화학공학에 대한 지식을 갖춘 전문가로, 주로 화학공업 분야에서 기초원료를 다양한 제품으로 변환하고, 플랜트 및 설비의 설계 및 운영을 담당하는 전문가이다. 일반적으로 화학 엔지니어는 다양한 실제 응용 분야에서 화학 공학의 원리를 적용하고 사용하는 사람이다. 여기에는 종종 다음이 포함된다.
1. 산업용 화학 및 관련 공정의 플랜트 및 기계 설계, 제조 및 운영("화학 공정 엔지니어")
2. 식품 및 음료부터 화장품, 세정제, 제약 성분에 이르기까지 다양한 제품에 대한 신규 또는 개조된 물질 개발("화학 제품 엔지니어")
3. 연료전지, 수소발전, 나노 기술 등 신기술 개발과 재료과학, 고분자공학, 의생명공학 등 화학공학에서 전부 또는 일부 파생된 분야에서 활동하고 있다. 여기에는 강, 돌, 표지판 등 지구물리학적 프로젝트 작업이 포함될 수 있다.

## 같이 보기
- 증류
- 유체동역학
- 전열
- 물질이동
- 공정관리
- 공정공학
- 단위 조작